# ウエスト・エンド (ロンドン)

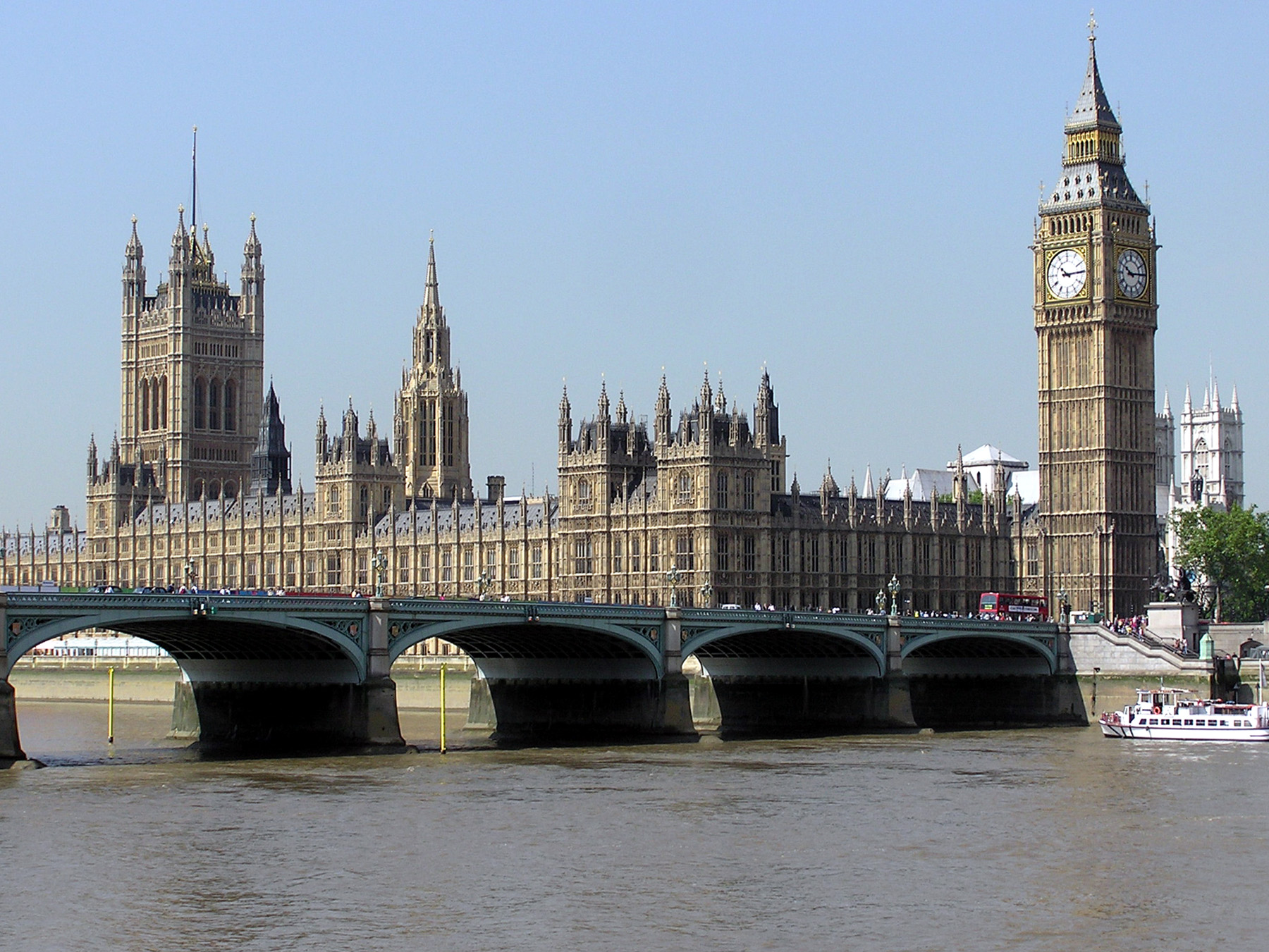
ウェストミンスター宮殿

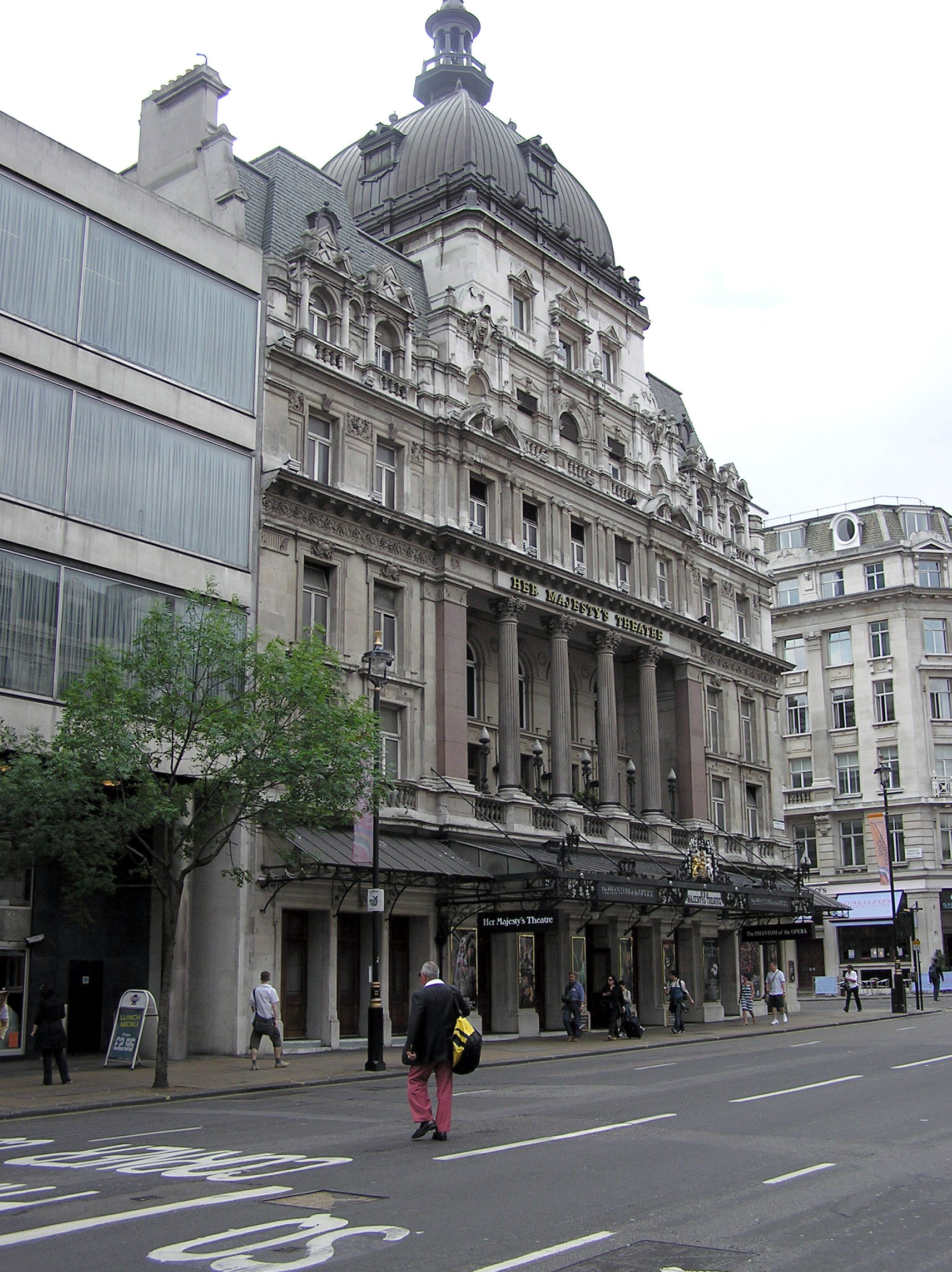
ヘイマーケットのハー・マジェスティーズ劇場

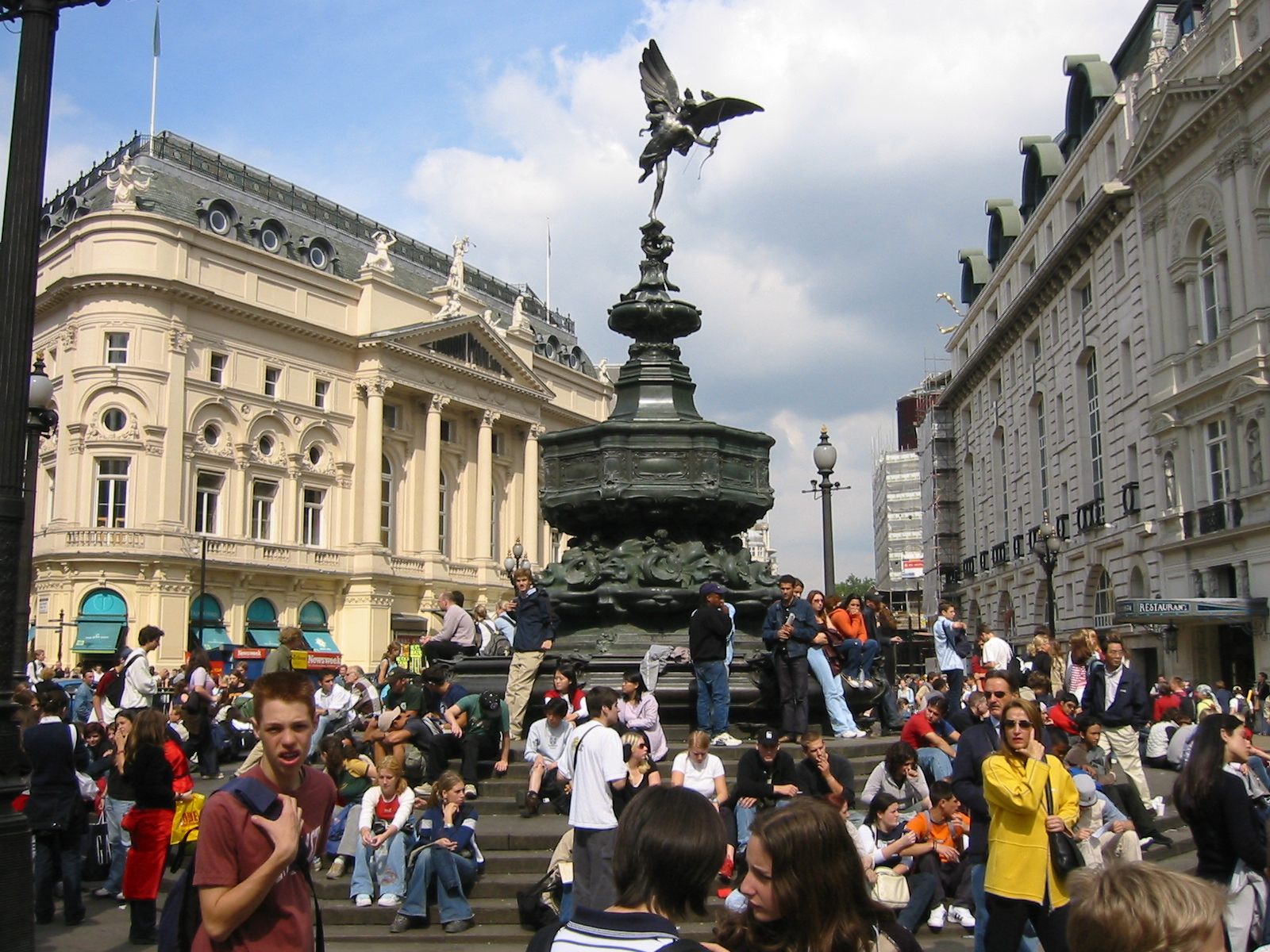
ピカデリーサーカス

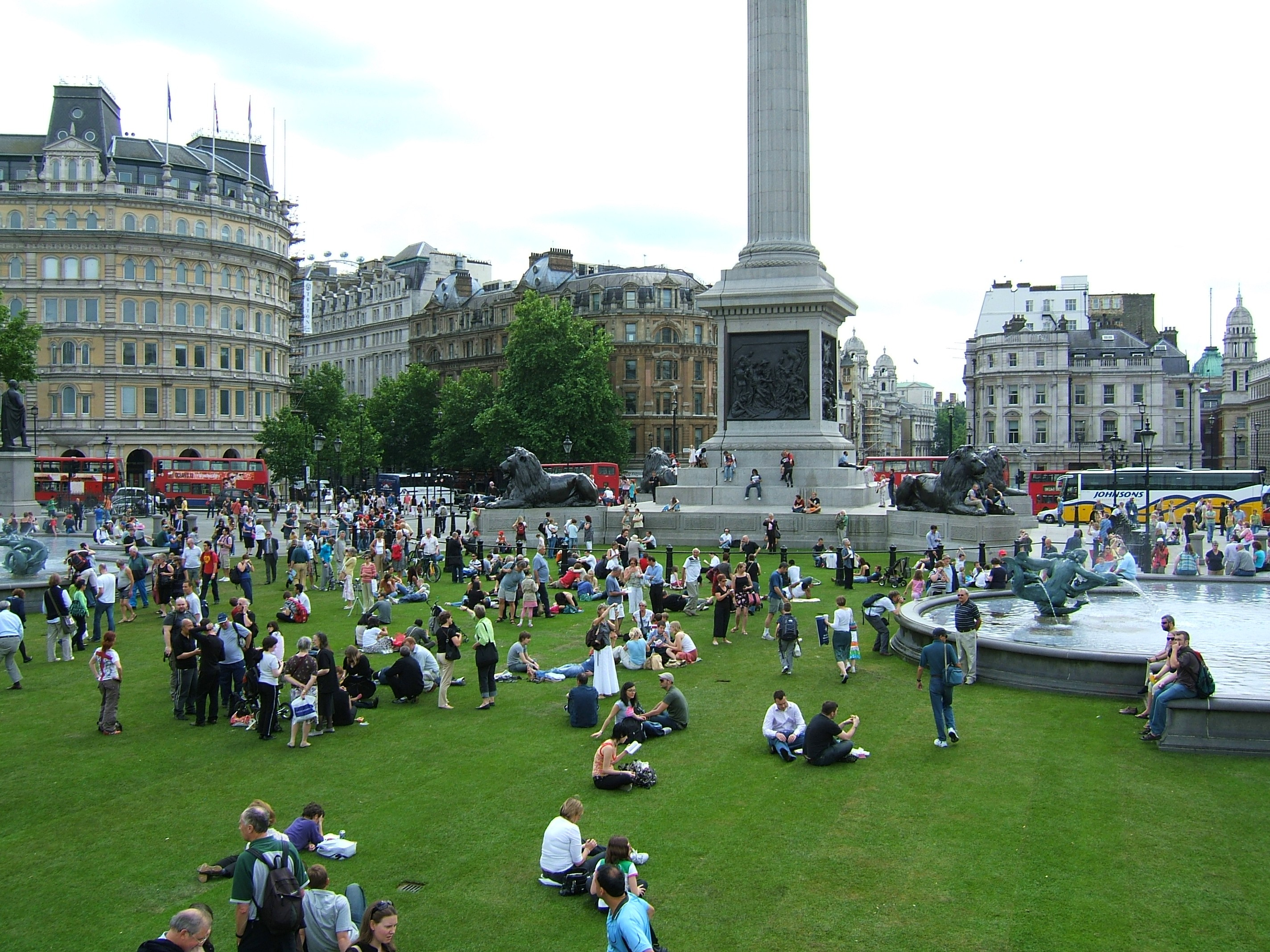
トラファルガー・スクエア

ウェスト・エンド (West End) は、イギリスの首都ロンドンにおける地区。行政、商業、文化施設などが集中している。劇場や歌劇場なども多く、ニューヨークの"ブロードウェイ"と対照させ、ロンドンのミュージカルを"ウェスト・エンド"（West End theatre、ウェスト・エンド・シアター）と称することもある。
ロンドンにおける代表的な地区は一般につぎのように対照づけられることが多い。
- 政治のウェストミンスター
- 経済のシティ
- 娯楽のウェスト・エンド

定義としては、金融街であるシティを中心として、その西側がウエスト・エンド、東側がイースト・エンドとなる。この地区には非常に多くのアトラクションが集中しているため、単に"ウェスト・エンド"と言った場合、何を目的にするかで幅が出てくる。たとえば、映画館や劇場の場所を示している場合、主にレスター・スクエアやコヴェント・ガーデンのあたりを指す事が多い。ショッピング・エリアとしてはオックスフォード・ストリート、リージェント・ストリート、ボンド・ストリートなどが中心になってくる。また、トラファルガー・スクエア（ナショナル・ギャラリーの向かい）、トッテナム・コートロード（大英博物館への最寄駅）、ソーホーも含まれているので美術館やギャラリーも多い。

## 該当する地区
下にあげる地区の多くは1815年以前に発展を遂げた箇所である。
- ブルームズベリー
- ホルボーン
- コヴェント・ガーデン
- ソーホー
- ウェストミンスター
- メリルボーン
- メイフェア
- セント・ジェームズ - ペル・メルが走り、セント・ジェームズ宮殿、セント・ジェームズ・パークがある地区。

ハイド・パークおよびケンジントン・ガーデンズの北、南、西はナポレオン戦争期から19世紀後半にかけて発展した。当時のロンドン市街に点在した村が中心となった地区も多い。ケンジントン・ガーデンズの西にあたる地区はウエスト・エンドに含めないことがある。リストの最後二つ（ノッティング・ヒル、ホランド・パーク）がそれにあたる。
- ナイツブリッジ
- ベルグレイヴィア
- ピムリコ
- チェルシー
- サウス・ケンジントン
- ベイズウォーター
- パディントン
- ノッティング・ヒル
- ホランド・パーク

## 主要な通り

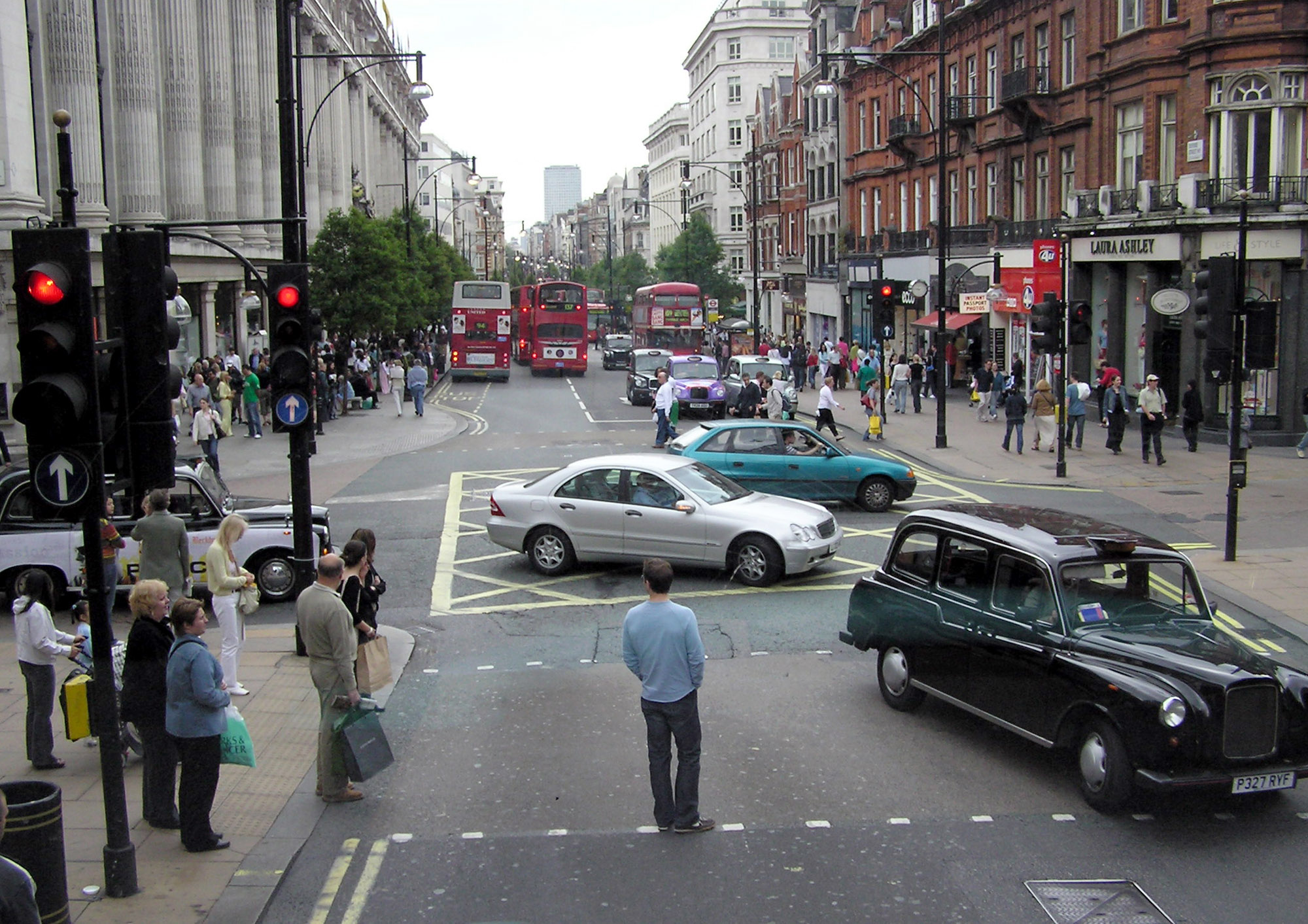
オックスフォード・ストリート

- チャリング・クロス・ロード
- オックスフォード・ストリート
- リージェント・ストリート
- ボンド・ストリート
- シャフツベリー・アベニュー
- トテナム・コート・ロード
- ストランド
- ピカデリー
- キングスウェイ
- ウォーダー・ストリート
- パーク・レーン